# Liste des évêques de Riez
Pour un article plus général, voir Ancien diocèse de Riez.
Cet article présente une liste des évêques de Riez.

## Antiquité
- saint Maxime de Riez (434-460), consacré par l'archevêque d'Arles Hilaire[1].
- saint Fauste (461-495 ?)

## Moyen Âge

### Haut Moyen Âge
Les évêques dont les noms sont indiqués en italique ne sont pas certains.
- Didime (510 ?)
- Contumeliosus (524-534)
- Fauste II (549)
- Émétère (554)
- Claudien (573)
- Urbicus (584-600 ?)
- Claude (630-650 ?)
- Archinric (VIIe siècle)
- Absalon (fin VIIe siècle)
- Anthime (700 ?)
- Riculfe (789 ?)
- Rostan (820 ?)
- Bernaire (840 ?)
- Rodolphe (850 ?)
- Édolde (879)
- Gérard (936)

### Moyen Âge central
- Almérade (990-1030 ?)
- Bertrand (1040-1060 ?)
- Ageric (1060 ?)
- Henri Ier (1094)
- Augier (1096-1139 ?)
- Fouques (1140)
- Pierre Giraud (1145-1156)
- Henri II (1167-1180), ensuite archevêque d'Aix-en-Provence (1180-1186)[2]
- Aldebert de Gaubert (1180-1191)
- Bertrand Garcin (1191-1192)
- Imbert (1192-1201 ?)
- Hugues Raimond (1202-1223), légat pontifical de 1208 à 1213[2]
- Rostaing de Sabran (1224-1240)
- Fouques de Caille (1240-1273)
- Mathieu de Lusarches (1273-1288)
- Pierre de Négrel (1288-1306)

### Moyen Âge tardif
- Pierre de Gantelmi (1306-1317)
- Gaillard Saumate (1317), ensuite évêque de Maguelone puis archevêque d'Arles.
- Gaillard de Preissac (1318)
- Pierre des Prés (1318), ensuite archevêque d'Aix-en-Provence
- Rossolin (1319-1329)
- Bernard d'Étienne (1329-1330)
- Arnaud Sabatier (1330-1334)
- Geffroi Isnard (1334-1348)
- Jean Joffrenti (1348-1352)
- Pierre Fabri Ier (1352-1369)
- Jean de Maillac (1370-1396)
- Guillaume Fabri (1396-1413)
- Pierre Fabri II (1413-1416 ?)
- Michel de Bouliers Ier (1416-1441)
- Michel de Bouliers II (1442-1450)
- Robert (1450)
- Jean-Fassi (1450-1463)
- Marc Lascaris de Tende (1463-1490)

## XVIe–XVIIIesiècles
- Antoine Lascaris de Tende (1490-1523), neveu du précédent, ensuite évêque de Beauvais puis de Limoges
- Thomas Lascaris de Tende (1523-1526), fils illégitime de Marc
- Cristoforo Numai ou Christophe Numalius (1526-1527)
- François de Dinteville II (1527-1530)
- Robert Cénalis (1530-1532), précédemment évêque de Vence, puis évêque d'Avranches (1532)
- Antoine Lascaris de Tende (1532-1546), à nouveau
- Louis de Bouliers (1546-1550)
- Lancelot de Carle (1550-1568)
- [siège vacant] (1568-1572)
- André d’Ormson (1572-1577)
- Elzéar de Rastel ou de Rastellis (1577-1597), abbé de Sénanque et de la Ferté-sur-Grosne
- Charles de Saint-Sixte (1599-1614), neveu du précédent
- Guillaume Aleaume (1615-1622) puis évêque de Lisieux (1622-1634)
- Guido Bentivoglio (1622-1625)
- François de La Fare (1625-1629)
- Louis Doni d'Attichy (1629-1652) puis évêque d'Autun (1652-1664)
- Nicolas de Valavoire (1652-1685)
- Jacques Desmarets (1685-1713), neveu de Colbert, devient archevêque d'Auch en 1713
- Balthasar Phelipeaux (1713-1751)
- François de La Tour du Pin (1751-1772)
- François de Clugny (1772-1801)